# Future Addict
Future Addict — седьмой сольный студийный альбом гитариста Марти Фридмена, выпущенный 12 марта 2008 года на лейбле Avex Trax.

## Об альбоме
9 композиций альбома представляют собой сборник переделанных, восстановленных и полностью переделанных версий песен, охватывающих всю карьеру Марти Фридмена, начиная с его первой группы Deuce. Кроме того, на альбоме можно встретить и 3 новые песни: «Barbie», «Tears Of An Angel» и «Simple Mystery».
На альбоме можно встретить также и две композиции, сочинённые гитаристом в составе трэш-метал группы Megadeth.

## Список композиций
1. Barbie — 1:00
2. Simple Mystery — 3:44
3. Tornado of Souls — 5:23
4. Burn the Ground — 4:27
5. Where My Fortune Lies — 4:45
6. Breadline − 3:54
7. The Pit And The Pendulum — 5:18
8. The Killing Road — 4:21
9. 雑音の雨 (Static Rain) — 2:48
10. Secret of the Stars — 4:11
11. Massive — 2:59
12. Tears Of An Angel — 5:16

## В записи альбома принимали участие
- Марти Фридмен — гитары
- Джереми Колсон — вокалы, ударные
- Билли Шин — бас-гитара
- Масаки — бас-гитара